# دهان‌گردماهی‌سانان
دهان‌گردماهی‌سانان (نام علمی: Lampridiformes) نام یک راسته از فرورده تکمیل‌استخوانان است.